# Tethocyathus cylindraceus
Espèce
Statut CITES
Tethocyathus cylindraceus est une espèce de coraux appartenant à la famille des Caryophylliidae.